# Mahendragarh
Mahendragarh (oder Mohindergarh; Hindi: महेन्द्रगढ) ist eine Kleinstadt im nordindischen Bundesstaat Haryana.
Die Stadt liegt in der nordindischen Ebene 110 km westsüdwestlich der Bundeshauptstadt Neu-Delhi. Sie ist Sitz des gleichnamigen Tehsils im Distrikt Mahendragarh. Die Distrikthauptstadt Narnaul liegt 25 km südlich von Mahendragarh. Die Bahnstrecke Loharu–Rewari führt durch Mahendragarh.
Mahendragarh ist ein Municipal Committee mit 15 Wards.
Die Stadt hatte beim Zensus 2011 29.138 Einwohner. 
Das Geschlechterverhältnis lag bei 891 Frauen auf 1000 Männer.
Fast die gesamte Bevölkerung bestand aus Hinduisten.